# 臺北市立萬芳醫院

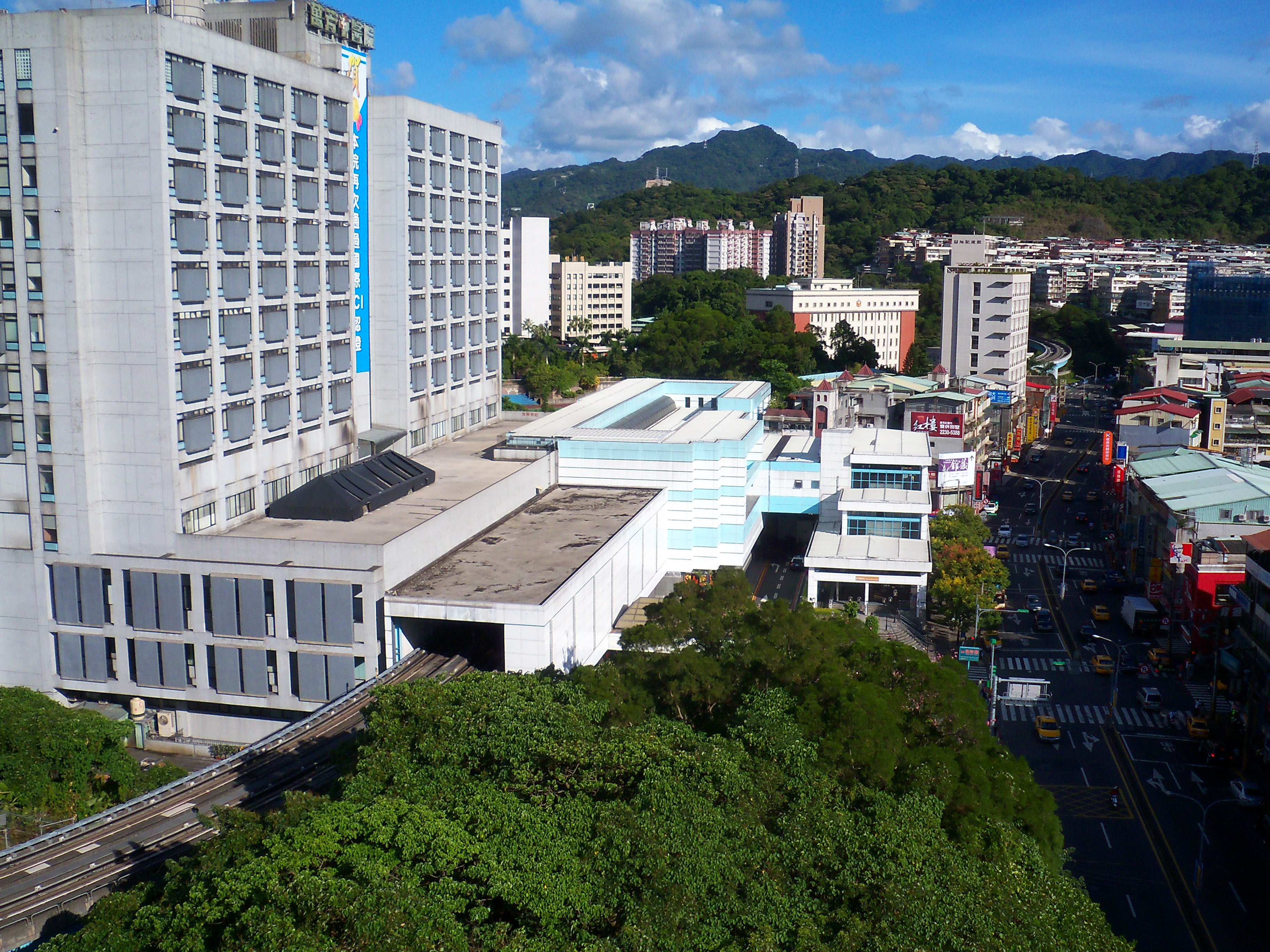
臺北捷運萬芳醫院站

臺北市立萬芳醫院，是臺灣臺北市的一所市立醫院，屬醫學中心級醫院。由臺北市政府於1989年興建，但由於市政府財政問題而遲未營運。1996年8月，臺北市政府衛生局將萬芳醫院委託臺北醫學大學經營，1997年2月15日正式開幕，成為臺北市第一家公辦民營的市立醫院，也是唯二未併入臺北市立聯合醫院之市立醫院之一。 2024年2月醫學中心評鑑結果維持醫學中心等級。 
該院建築與臺北捷運文湖線萬芳醫院站站體共構，該站名稱亦源自該院。

## 院史[2]
- 1989年，萬芳醫院動工興建。
- 1996年7月17日，臺北市政府衛生局與得標的臺北醫學大學簽訂萬芳醫院委外經營合約。
- 1996年8月21日，萬芳醫院委外經營合約，經法院公證正式生效。
- 1997年2月15日，萬芳醫院正式開幕。
- 2003年10月10日，臺北市政府衛生局與臺北醫學大學續約。
- 2005年8月21日，萬芳醫院第二期委外經營合約正式生效。
- 2012年12月20日，萬芳醫院通過醫學中心醫院評鑑，成為醫學中心級醫院。
- 2014年3月28日，臺北市政府與臺北醫學大學二度續約。
- 2014年8月21日，萬芳醫院第三期委外經營合約正式生效。

## 團隊[3]
- 內科系
  - 一般內科
  - 內分泌科(新陳代謝科)
  - 心臟內科
  - 血液腫瘤科
  - 風溼免疫科
  - 消化內科
  - 神經內科
  - 胸腔內科
  - 腎臟內科
  - 感染科
- 外科系
  - 一般外科(含腎臟移植)
  - 大腸直腸外科
  - 小兒外科
  - 心臟血管外科
  - 外傷急症外科
  - 乳房外科
  - 神經外科
  - 胸腔外科
  - 淋巴血管外科
  - 整形美容中心
  - 整型外科
- 婦兒科
  - 兒科部
  - 婦產部
- 其他專科
  - 一般牙科
  - 手術室
  - 皮膚科
  - 耳鼻喉科
  - 放射腫瘤科
  - 泌尿科
  - 急診醫學科
  - 家庭醫學科
  - 核子醫學科
  - 病理科
  - 骨科部
  - 高壓氧治療科
  - 眼科
  - 麻醉科
  - 復健醫學部
  - 傳統醫學科
  - 雷射美容中心
  - 精神科
  - 影像醫學部
  - 職業醫學科
- 教學研究部門
  - CRC臨床試驗研究中心
  - 人體研究保護中心
  - 研究部
  - 教學部
  - 實證知識轉譯中心
  - 實證醫學中心
- 醫事部門
  - 社區醫療照護
  - 預防醫學暨社區醫學部
  - 營養室
  - 醫務部
  - 醫學檢驗科
  - 藥劑部
  - 護理部
- 行政部門
  - 人力資源室
  - 事業發展部
  - 社會工作室
  - 秘書室
  - 職業安全衛生室
  - 會計室
  - 資訊室
  - 總務室
  - 醫療品質部

## 照片

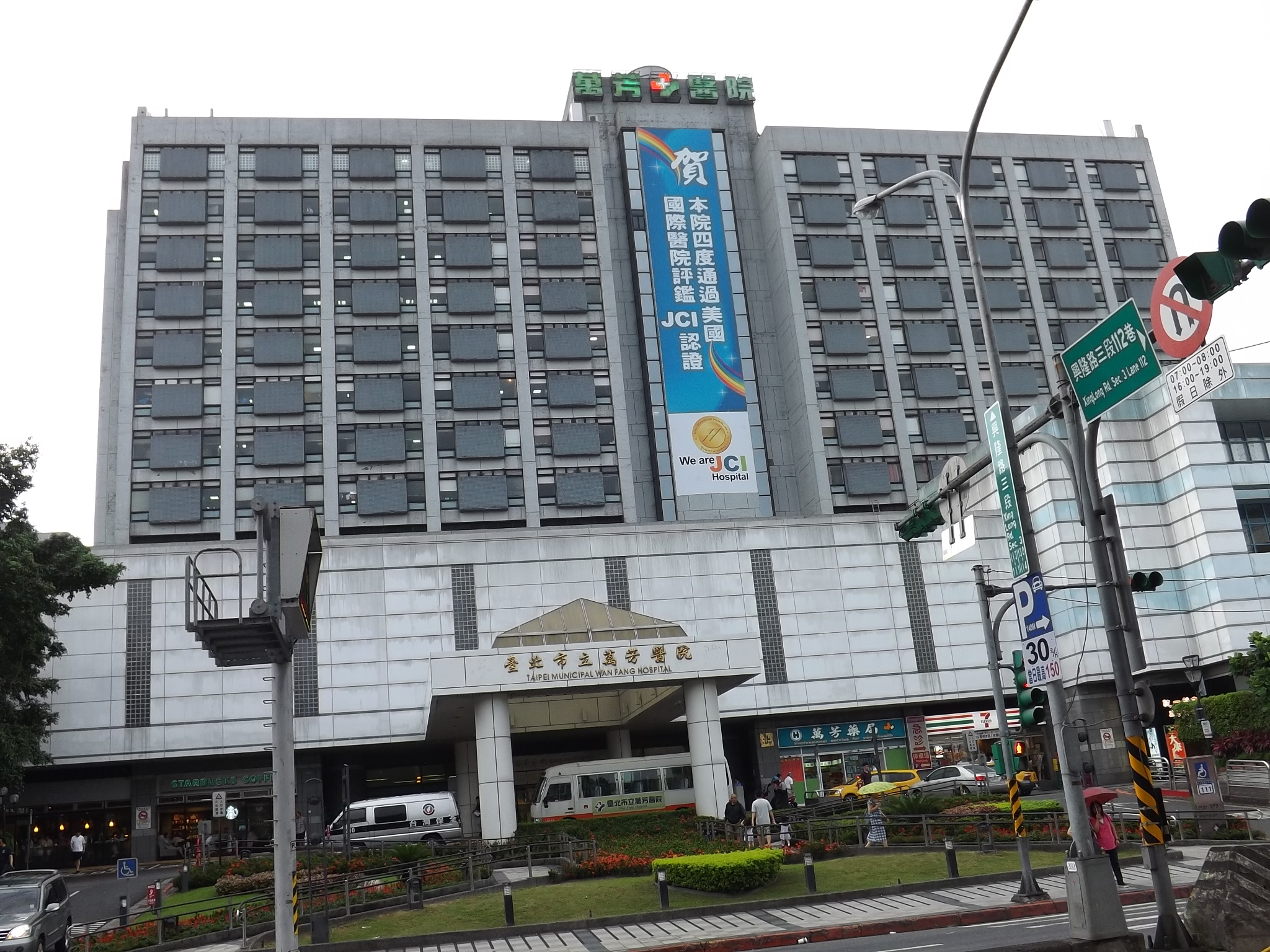
正面景
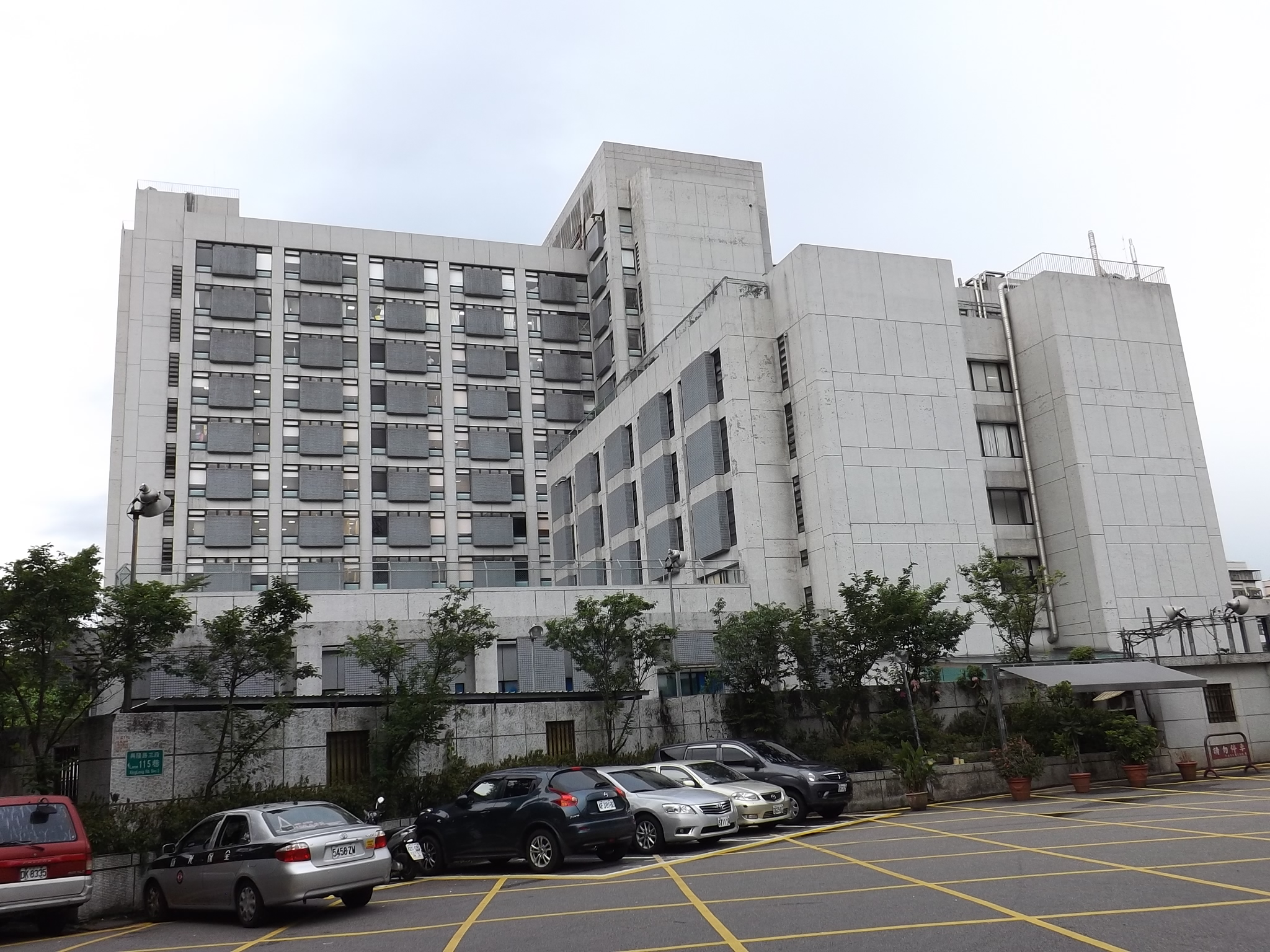
背面景
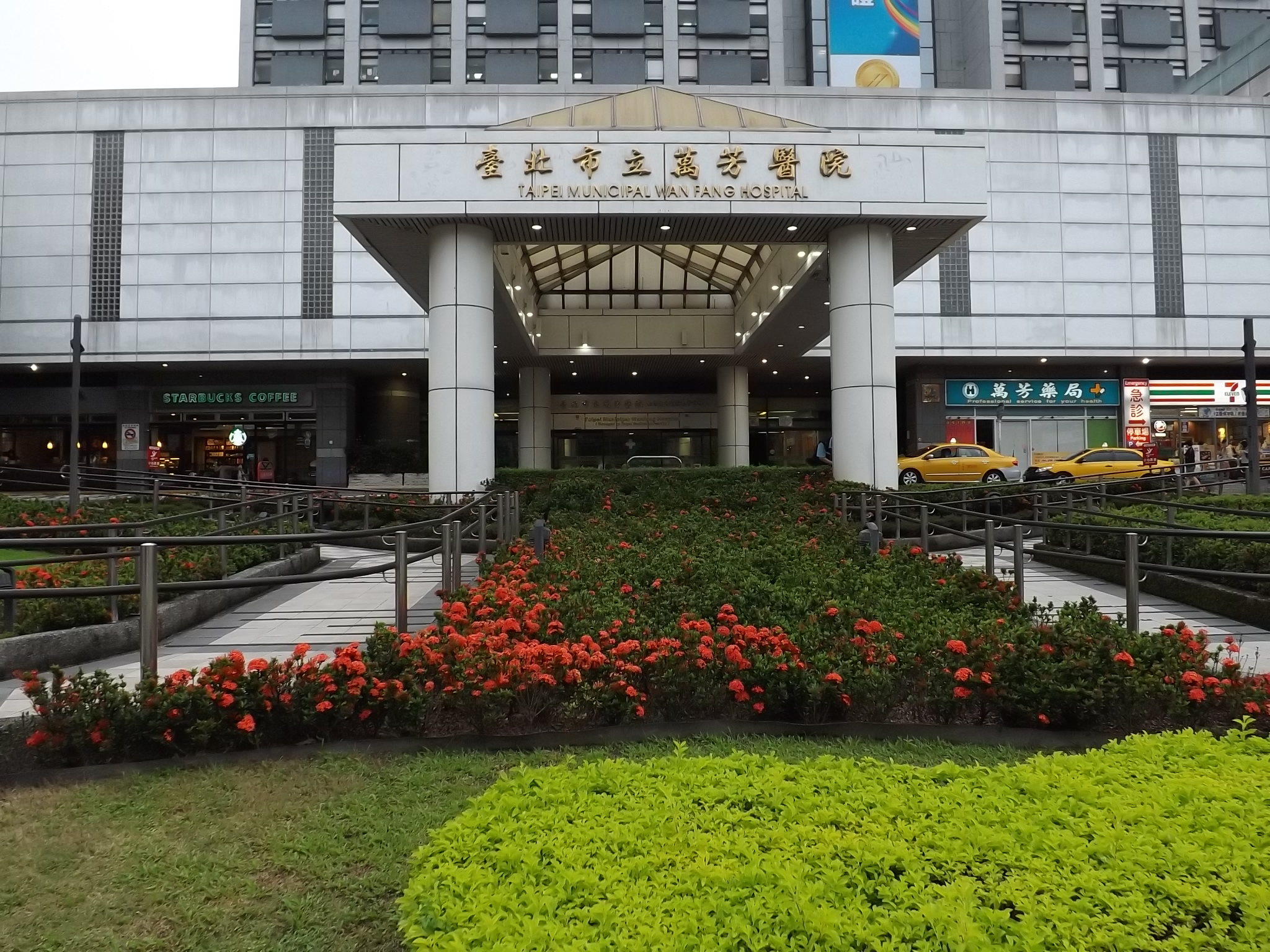
入口
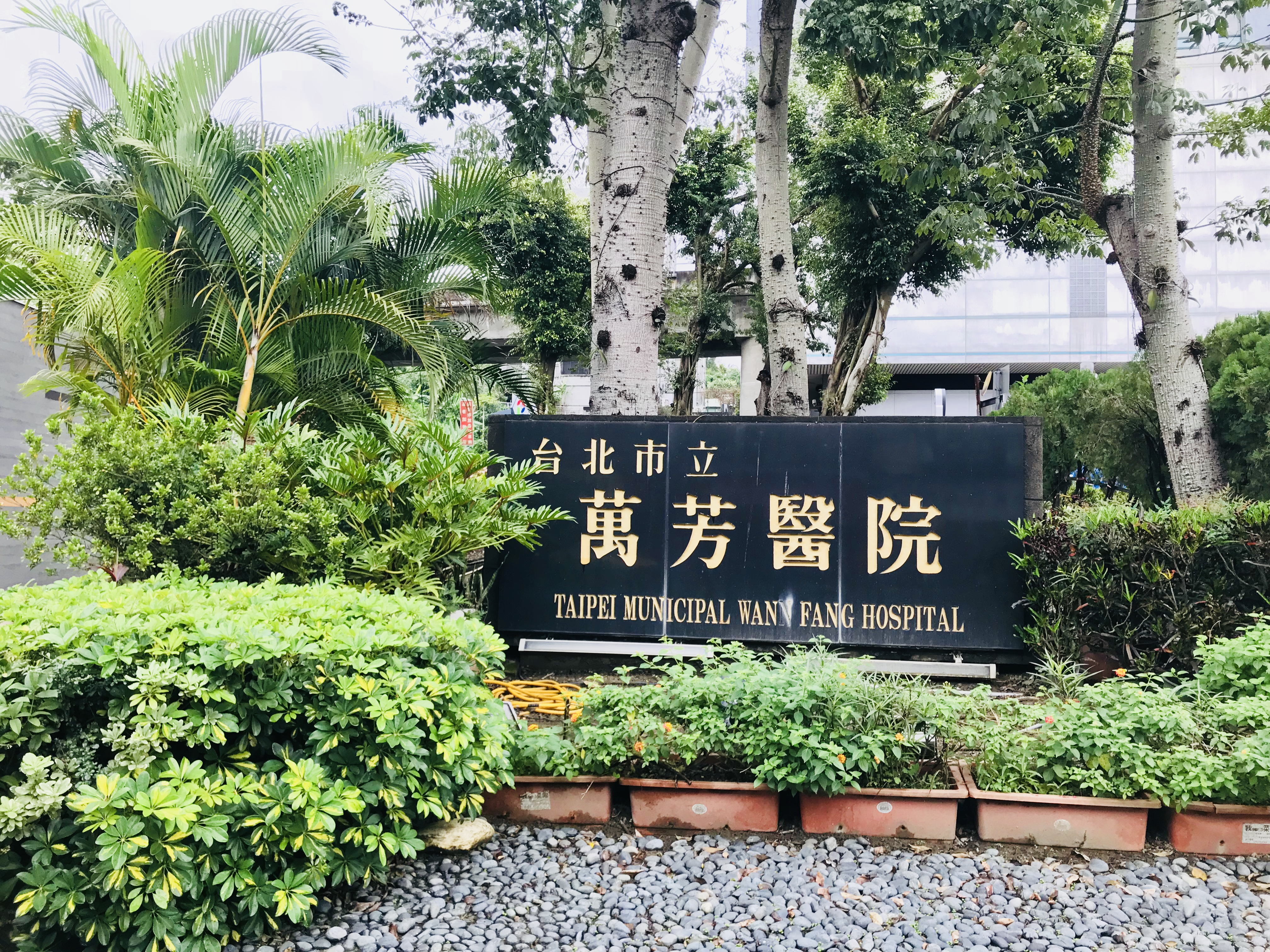
正門前的招牌

## 外部連結
- 臺北市立萬芳醫院-委託臺北醫學大學辦理 （页面存档备份，存于）官方網站
- 臺北市立萬芳醫院APP - Android （页面存档备份，存于）
- 臺北市立萬芳醫院APP - iOS （页面存档备份，存于）
- 臺北市立萬芳醫院的Facebook專頁
- YouTube上的臺北市立萬芳醫院頻道